# ماركوس تومسن
ماركوس تومسن (بالنرويجية البوكمول: Marcus Thomsen)‏ هو منافس ألعاب قوى نرويجي، ولد في 7 يناير 1998 في Voss ‏ في النرويج.

## وصلات خارجية
- ماركوس تومسن على موقع الاتحاد الدولي لألعاب القوى (الإنجليزية)
- ماركوس تومسن على موقع الدوري الماسي (الإنجليزية)
- ماركوس تومسن على موقع اللجنة الأولمبية الدولية (الإنجليزية)